# Grand Prix automobile de France 1995
GP précédent GP suivant
Le Grand Prix automobile de France 1995 (Grand Prix de France), disputé sur le circuit de Nevers Magny-Cours situé près de Magny-Cours en France le 2 juillet 1995, est la quarante-cinquième édition du Grand Prix, le 571e Grand Prix de Formule 1 couru depuis 1950 et la septième manche du championnat 1995.

## Grille de départ
| Pos. | No | Pilote                   | Écurie             | Temps Q1       | Temps Q2       | Écart     |
| ---- | -- | ------------------------ | ------------------ | -------------- | -------------- | --------- |
| 1    | 5  | Damon Hill               | Williams-Renault   | 1 min 18 s 556 | 1 min 17 s 225 |           |
| 2    | 1  | Michael Schumacher       | Benetton-Renault   | 1 min 18 s 893 | 1 min 17 s 512 | + 0 s 287 |
| 3    | 6  | David Coulthard          | Williams-Renault   | 1 min 18 s 585 | 1 min 17 s 925 | + 0 s 700 |
| 4    | 27 | Jean Alesi               | Ferrari            | 1 min 19 s 254 | 1 min 18 s 761 | + 1 s 536 |
| 5    | 14 | Rubens Barrichello       | Jordan-Peugeot     | 1 min 19 s 763 | 1 min 18 s 810 | + 1 s 585 |
| 6    | 26 | Olivier Panis            | Ligier-Mugen-Honda | 1 min 19 s 466 | 1 min 19 s 047 | + 1 s 822 |
| 7    | 28 | Gerhard Berger           | Ferrari            | 1 min 19 s 051 | 1 min 19 s 295 | + 1 s 826 |
| 8    | 8  | Mika Häkkinen            | McLaren-Mercedes   | 1 min 20 s 218 | 1 min 19 s 238 | + 2 s 013 |
| 9    | 25 | Martin Brundle           | Ligier-Mugen-Honda | 1 min 19 s 384 | 1 min 19 s 524 | + 2 s 159 |
| 10   | 2  | Johnny Herbert           | Benetton-Renault   | 1 min 19 s 555 | 1 min 20 s 000 | + 2 s 330 |
| 11   | 15 | Eddie Irvine             | Jordan-Peugeot     | 1 min 20 s 713 | 1 min 19 s 845 | + 2 s 620 |
| 12   | 30 | Heinz-Harald Frentzen    | Sauber-Ford        | 1 min 21 s 111 | 1 min 20 s 309 | + 3 s 084 |
| 13   | 7  | Mark Blundell            | McLaren-Mercedes   | 1 min 20 s 804 | 1 min 20 s 527 | + 3 s 302 |
| 14   | 4  | Mika Salo                | Tyrrell-Yamaha     | 1 min 21 s 921 | 1 min 20 s 796 | + 3 s 571 |
| 15   | 29 | Jean-Christophe Boullion | Sauber-Ford        | 1 min 22 s 382 | 1 min 20 s 943 | + 3 s 718 |
| 16   | 9  | Gianni Morbidelli        | Arrows-Hart        | 1 min 21 s 756 | 1 min 21 s 076 | + 3 s 851 |
| 17   | 24 | Luca Badoer              | Minardi-Ford       | Pas de temps   | 1 min 21 s 323 | + 4 s 098 |
| 18   | 10 | Taki Inoue               | Arrows-Hart        | 1 min 23 s 355 | 1 min 21 s 894 | + 4 s 669 |
| 19   | 3  | Ukyo Katayama            | Tyrrell-Yamaha     | 1 min 22 s 959 | 1 min 21 s 930 | + 4 s 705 |
| 20   | 23 | Pierluigi Martini        | Minardi-Ford       | Pas de temps   | 1 min 22 s 104 | + 4 s 879 |
| 21   | 17 | Andrea Montermini        | Pacific-Ford       | 1 min 24 s 172 | 1 min 23 s 466 | + 6 s 241 |
| 22   | 16 | Bertrand Gachot          | Pacific-Ford       | 1 min 24 s 509 | 1 min 23 s 647 | + 6 s 422 |
| 23   | 21 | Pedro Diniz              | Forti-Ford         | 1 min 25 s 787 | 1 min 24 s 184 | + 6 s 959 |
| 24   | 22 | Roberto Moreno           | Forti-Ford         | 1 min 26 s 445 | 1 min 24 s 865 | + 7 s 640 |

## Classement de la course
| Pos. | No | Pilote                   | Écurie             | Tours | Temps/Abandon                      | Grille | Points |
| ---- | -- | ------------------------ | ------------------ | ----- | ---------------------------------- | ------ | ------ |
| 1    | 1  | Michael Schumacher       | Benetton-Renault   | 72    | 1 h 38 min 28 s 429 (186,445 km/h) | 2      | 10     |
| 2    | 5  | Damon Hill               | Williams-Renault   | 72    | + 31 s 309                         | 1      | 6      |
| 3    | 6  | David Coulthard          | Williams-Renault   | 72    | + 1 min 02 s 826                   | 3      | 4      |
| 4    | 25 | Martin Brundle           | Ligier-Mugen-Honda | 72    | + 1 min 03 s 293                   | 9      | 3      |
| 5    | 27 | Jean Alesi               | Ferrari            | 72    | + 1 min 17 s 869                   | 4      | 2      |
| 6    | 14 | Rubens Barrichello       | Jordan-Peugeot     | 71    | + 1 tour                           | 5      | 1      |
| 7    | 8  | Mika Häkkinen            | McLaren-Mercedes   | 71    | + 1 tour                           | 8      |        |
| 8    | 26 | Olivier Panis            | Ligier-Mugen-Honda | 71    | + 1 tour                           | 6      |        |
| 9    | 15 | Eddie Irvine             | Jordan-Peugeot     | 71    | + 1 tour                           | 11     |        |
| 10   | 30 | Heinz-Harald Frentzen    | Sauber-Ford        | 71    | + 1 tour                           | 12     |        |
| 11   | 7  | Mark Blundell            | McLaren-Mercedes   | 70    | + 2 tours                          | 13     |        |
| 12   | 28 | Gerhard Berger           | Ferrari            | 70    | + 2 tours                          | 7      |        |
| 13   | 24 | Luca Badoer              | Minardi-Ford       | 69    | + 3 tours                          | 17     |        |
| 14   | 9  | Gianni Morbidelli        | Arrows-Hart        | 69    | + 3 tours                          | 16     |        |
| 15   | 4  | Mika Salo                | Tyrrell-Yamaha     | 69    | + 3 tours                          | 14     |        |
| 16   | 22 | Roberto Moreno           | Forti-Ford         | 66    | + 6 tours                          | 24     |        |
| Nc.  | 17 | Andrea Montermini        | Pacific-Ford       | 62    | Non classé                         | 21     |        |
| Abd. | 29 | Jean-Christophe Boullion | Sauber-Ford        | 48    | Transmission                       | 15     |        |
| Abd. | 16 | Bertrand Gachot          | Pacific-Ford       | 24    | Boîte de vitesses                  | 22     |        |
| Abd. | 23 | Pierluigi Martini        | Minardi-Ford       | 23    | Boîte de vitesses                  | 20     |        |
| Abd. | 2  | Johnny Herbert           | Benetton-Renault   | 2     | Accident                           | 10     |        |
| Abd. | 10 | Taki Inoue               | Arrows-Hart        | 0     | Collision                          | 18     |        |
| Abd. | 3  | Ukyo Katayama            | Tyrrell-Yamaha     | 0     | Collision                          | 19     |        |
| Abd. | 21 | Pedro Diniz              | Forti-Ford         | 0     | Accident                           | 23     |        |

## Pole position et record du tour
- Pole position :  Damon Hill en 1 min 17 s 225 (vitesse moyenne : 198,122 km/h).
- Meilleur tour en course :  Michael Schumacher en 1 min 20 s 218 au 51e tour (vitesse moyenne : 190,730 km/h).

## Tours en tête
- Damon Hill : 21 tours (1-21)
- Michael Schumacher : 51 tours (22-72)

## Statistiques
- 14e victoire pour Michael Schumacher.
- 19e victoire pour Benetton en tant que constructeur.
- 64e victoire pour Renault en tant que motoriste.
- 300e Grand Prix pour l'écurie Ligier.

## Classements généraux à l'issue de la course
- Note : Benetton et Williams ont été disqualifiés lors du Grand Prix inaugural du Brésil pour utilisation de carburant non conforme à la réglementation de la Formule 1[3]. L'échantillon d'essence prélevé à l'issue de la course ne correspondait pas aux spécifications de l'échantillon témoin fourni à la FIA[4]. Les écuries ont fait appel de cette décision, ce qui a conduit à une annulation de la sanction concernant les pilotes qui ont conservé leurs points, mais un maintien de la pénalité pour les écuries. Benetton a ainsi perdu les 10 points de la victoire de Michael Schumacher et Williams les 6 points de la seconde place de David Coulthard, d'où une différence entre les points obtenus par ces écuries et les totaux des résultats de leurs pilotes[5],[6].

| Pos. | Pilote                | Écurie             | Points |
| ---- | --------------------- | ------------------ | ------ |
| 1    | Michael Schumacher    | Benetton-Renault   | 46     |
| 2    | Damon Hill            | Williams-Renault   | 35     |
| 3    | Jean Alesi            | Ferrari            | 26     |
| 4    | Gerhard Berger        | Ferrari            | 17     |
| 5    | David Coulthard       | Williams-Renault   | 13     |
| 6    | Johnny Herbert        | Benetton-Renault   | 12     |
| 7    | Rubens Barrichello    | Jordan-Peugeot     | 7      |
| 8    | Eddie Irvine          | Jordan-Peugeot     | 6      |
| 9    | Mika Häkkinen         | McLaren-Mercedes   | 5      |
| 10   | Heinz-Harald Frentzen | Sauber-Ford        | 4      |
| 11   | Olivier Panis         | Ligier-Mugen-Honda | 4      |
| 12   | Martin Brundle        | Ligier-Mugen-Honda | 3      |
| 13   | Mark Blundell         | McLaren-Mercedes   | 3      |
| 14   | Gianni Morbidelli     | Arrows-Hart        | 1      |

| Pos. | Écurie             | Points |
| ---- | ------------------ | ------ |
| 1    | Benetton-Renault   | 48     |
| 2    | Ferrari            | 43     |
| 3    | Williams-Renault   | 42     |
| 4    | Jordan-Peugeot     | 13     |
| 5    | McLaren-Mercedes   | 8      |
| 6    | Ligier-Mugen-Honda | 7      |
| 7    | Sauber-Ford        | 4      |
| 8    | Arrows-Hart        | 1      |